# Поздеево (Орловская область)
Поздеево — деревня в Свердловском районе Орловской области. Входит в состав Красноармейского сельского поселения.

## Физико-географическая характеристика
Деревня расположено в 13 километрах от районного центра посёлка Змиёвка и 52 километрах от областного центра города Орёл.
В деревне находится 6 улиц:
- Речная улица
- Некрасовская улица
- Колхозная улица
- Садовый переулок
- Полевой переулок
- Луговой переулок

Часовой пояс
Деревня Поздеево, как и вся Орловская область, находится в часовой зоне МСК (московское время). Смещение применяемого времени относительно UTC составляет +3:00.

## Население
| 2002 | 2010 |
| ---- | ---- |
| 234  | ↘212 |

## История
В 1963 году деревни Поздеево 1-е, Поздеево 2-е, Акимовка и Некрасовка объединены в одну деревню Поздеево.